# Gastrotheca riobambae
Espèce
Synonymes
- Hyla riobambae Fowler, 1913
- Hyla quitoe Fowler, 1913
- Chorophilus olivaceus Andersson, 1945
- Gastrotheca marsupiata ecuatoriensis Vellard, 1957
- Gastrotheca cavia Duellman, 1974

Statut de conservation UICN

 EN A2ac : En danger
Gastrotheca riobambae est une espèce d'amphibiens de la famille des Hemiphractidae.

## Répartition
Cette espèce est endémique d'Équateur. Elle se rencontre de 2 200 à 3 500 m d'altitude.

## Description
L'holotype mesure 48 mm.

## Étymologie
Son nom d'espèce lui a été donné en référence au lieu de sa découverte, Riobamba.

## Publication originale
- Fowler, 1913 : Amphibians and Reptiles from Ecuador, Venezuela, and Yucatan. Proceedings of the Academy of Natural Sciences of Philadelphia, vol. 65, no 2, p. 153-176 (texte intégral).